# Familia Bernoulli

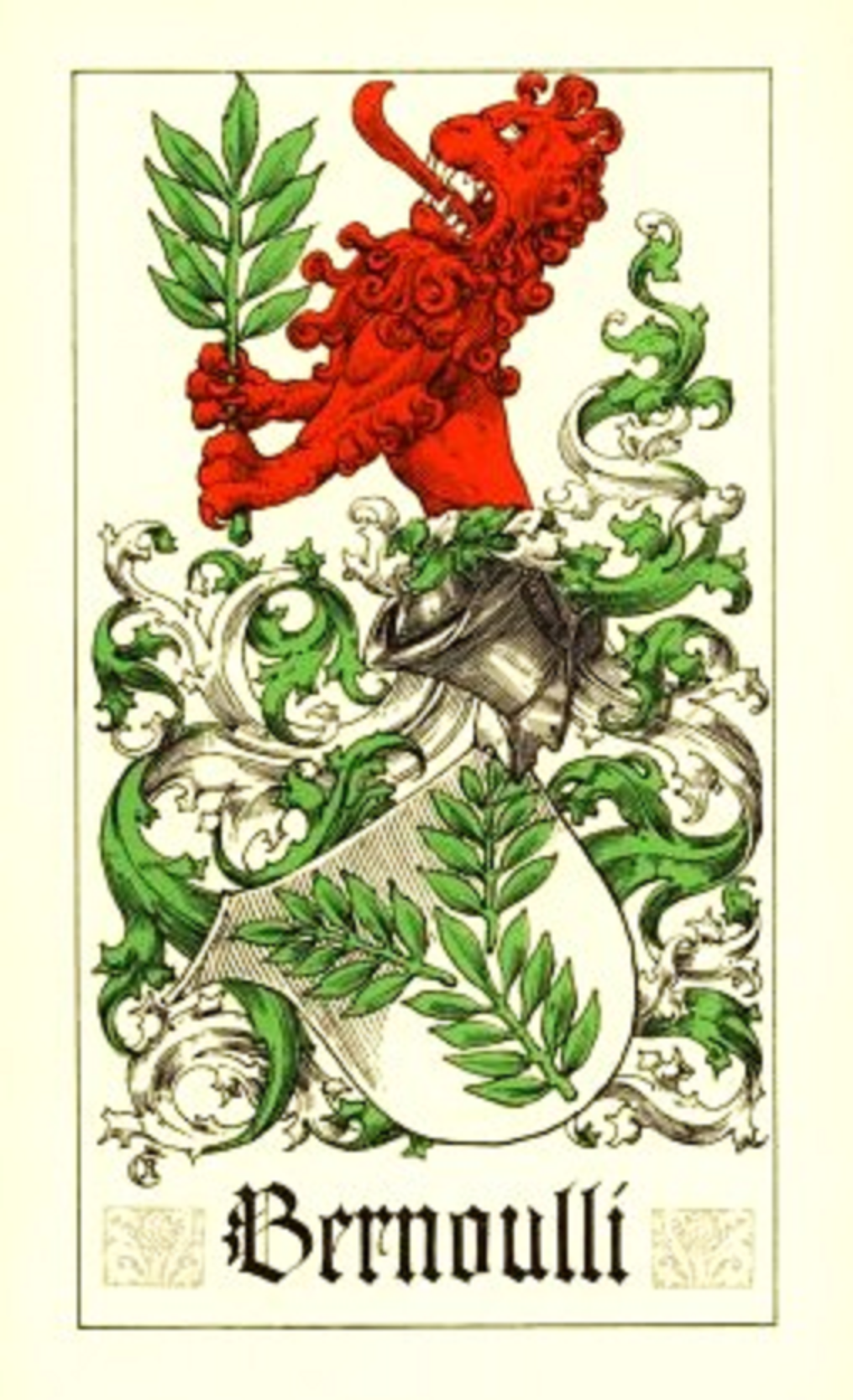
Escudo familiar

La familia Bernoulli  incluyó a una serie matemáticos y físicos suizos procedentes de la ciudad de Basilea, que irrumpieron en el mundo científico a finales del siglo XVII.
El fundador de esta familia fue Jacob el viejo, nacido en Amberes (Bélgica), un hugonote que se trasladó a Basilea en 1622 por motivos de persecución religiosa. Se casó tres veces y solo tuvo un hijo, Nikolaus. Este se casó y tuvo una docena de hijos, de los cuales cuatro llegaron a edad adulta; dos de ellos se convirtieron en matemáticos de primer orden: Jacob, nacido en 1654, y Johann, nacido en 1667. Ambos estudiaron la teoría del cálculo infinitesimal de Leibniz y desarrollaron aplicaciones de la misma.

## Historia
Originaria de Amberes, una rama de la familia se trasladó a Basilea en 1620.
Si bien su origen en Amberes es cierto, se proponen conexiones anteriores con la familia holandesa de ascendencia italiana llamada Bornouilla (Bernoullie), o con la familia castellana de Bernuy (Bernoille, Bernouille), aunque estas vinculaciones no se han podido confirmar.
El primer miembro conocido de la familia fue Leon Bernoulli (muerto en 1561), médico en Amberes, en ese momento parte de los Países Bajos Españoles. Su hijo, Jacob, emigró a Fráncfort del Meno en 1570 para escapar de la persecución española del protestantismo. El nieto de Jacob, un comerciante de especias, también llamado Jacob, se mudó a Basilea, Suiza en 1620, y se le concedió la ciudadanía en 1622. Su hijo, Niklaus Bernoulli (Nicolaus, 1623-1708), tataranieto de León, se casó con Margarethe Schönauer.

## Principales miembros
La familia Bernoulli produjo muchos artistas y científicos notables, en particular un gran número de matemáticos y físicos famosos del siglo XVIII:
- Jacob Bernoulli (1654-1705; también conocido como James o Jacques), matemático que dio nombre a los números de Bernoulli.
- Nicolaus Bernoulli (1662-1716), pintor y consejero en el concejo de Basilea.[2]
- Johann Bernoulli (1667-1748; también conocido como Jean), matemático suizo que adoptó de forma temprana el cálculo infinitesimal.
- Nicolaus I Bernoulli (1687-1759), matemático suizo.
- Nicolaus II Bernoulli (1695-1726), matemático suizo; investigó las curvas, las ecuaciones diferenciales y la probabilidad.
- Daniel Bernoulli (1700-1782) desarrolló el principio de Bernoulli y la paradoja de San Petersburgo.
- Johann II Bernoulli (1710-1790; también conocido como Jean), matemático y físico suizo.
- Johann III Bernoulli (1744-1807; también conocido como Jean), geógrafo, astrónomo y matemático germano-suizo.
- Jacob II Bernoulli (1759-1789; también conocido como Jacques), físico y matemático ruso-suizo.

## Línea familiar
|                     |                     |                     |                     |                     |                     |  |  |  |  |  |  |  |  |  |  | Jacob el viejo (1598-1634) |                        |                        |                        |                        |                        |  |  |  |  |  |  |                         |                         |                         |                         |                         |                         |  |  |                            |                            |                            |                            |                            |                            |                      |                      |                        |                        |                        |                        |                        |                        |  |  |                       |                       |                       |                       |                       |                       |  |  |                      |                      |                      |                      |                      |                      |  |  |  |  |  |  |  |  |  |  |  |  |  |  |  |  |  |  |  |  |  |  |  |  |  |  |  |  |  |  |  |  |  |  |
|                     |                     |                     |                     |                     |                     |  |  |  |  |  |  |  |  |  |  |                            |                        |                        |                        |                        |                        |  |  |  |  |  |  |                         |                         |                         |                         |                         |                         |  |  |                            |                            |                            |                            |                            |                            |                      |                      |                        |                        |                        |                        |                        |                        |  |  |                       |                       |                       |                       |                       |                       |  |  |                      |                      |                      |                      |                      |                      |  |  |  |  |  |  |  |  |  |  |  |  |  |  |  |  |  |  |  |  |  |  |  |  |  |  |  |  |  |  |  |  |  |  |
|                     |                     |                     |                     |                     |                     |  |  |  |  |  |  |  |  |  |  | Nicolaus (1623-1708)       |                        |                        |                        |                        |                        |  |  |  |  |  |  |                         |                         |                         |                         |                         |                         |  |  |                            |                            |                            |                            |                            |                            |                      |                      |                        |                        |                        |                        |                        |                        |  |  |                       |                       |                       |                       |                       |                       |  |  |                      |                      |                      |                      |                      |                      |  |  |  |  |  |  |  |  |  |  |  |  |  |  |  |  |  |  |  |  |  |  |  |  |  |  |  |  |  |  |  |  |  |  |
|                     |                     |                     |                     |                     |                     |  |  |  |  |  |  |  |  |  |  |                            |                        |                        |                        |                        |                        |  |  |  |  |  |  |                         |                         |                         |                         |                         |                         |  |  |                            |                            |                            |                            |                            |                            |                      |                      |                        |                        |                        |                        |                        |                        |  |  |                       |                       |                       |                       |                       |                       |  |  |                      |                      |                      |                      |                      |                      |  |  |  |  |  |  |  |  |  |  |  |  |  |  |  |  |  |  |  |  |  |  |  |  |  |  |  |  |  |  |  |  |  |  |
|                     |                     |                     |                     |                     |                     |  |  |  |  |  |  |  |  |  |  |                            |                        |                        |                        |                        |                        |  |  |  |  |  |  |                         |                         |                         |                         |                         |                         |  |  |                            |                            |                            |                            |                            |                            |                      |                      |                        |                        |                        |                        |                        |                        |  |  |                       |                       |                       |                       |                       |                       |  |  |                      |                      |                      |                      |                      |                      |  |  |  |  |  |  |  |  |  |  |  |  |  |  |  |  |  |  |  |  |  |  |  |  |  |  |  |  |  |  |  |  |  |  |
| Jacob I (1654-1705) | Jacob I (1654-1705) | Jacob I (1654-1705) | Jacob I (1654-1705) | Jacob I (1654-1705) | Jacob I (1654-1705) |  |  |  |  |  |  |  |  |  |  | Nicolaus (1662-1716)       | Nicolaus (1662-1716)   | Nicolaus (1662-1716)   | Nicolaus (1662-1716)   | Nicolaus (1662-1716)   | Nicolaus (1662-1716)   |  |  |  |  |  |  |                         |                         |                         |                         |                         |                         |  |  |                            |                            | Johann I (1667-1748)       | Johann I (1667-1748)       | Johann I (1667-1748)       | Johann I (1667-1748)       | Johann I (1667-1748) | Johann I (1667-1748) |                        |                        |                        |                        |                        |                        |  |  |                       |                       |                       |                       |                       |                       |  |  |                      |                      |                      |                      |                      |                      |  |  |  |  |  |  |  |  |  |  |  |  |  |  |  |  |  |  |  |  |  |  |  |  |  |  |  |  |  |  |  |  |  |  |
| Jacob I (1654-1705) | Jacob I (1654-1705) | Jacob I (1654-1705) | Jacob I (1654-1705) | Jacob I (1654-1705) | Jacob I (1654-1705) |  |  |  |  |  |  |  |  |  |  | Nicolaus (1662-1716)       | Nicolaus (1662-1716)   | Nicolaus (1662-1716)   | Nicolaus (1662-1716)   | Nicolaus (1662-1716)   | Nicolaus (1662-1716)   |  |  |  |  |  |  |                         |                         |                         |                         |                         |                         |  |  |                            |                            | Johann I (1667-1748)       | Johann I (1667-1748)       | Johann I (1667-1748)       | Johann I (1667-1748)       | Johann I (1667-1748) | Johann I (1667-1748) |                        |                        |                        |                        |                        |                        |  |  |                       |                       |                       |                       |                       |                       |  |  |                      |                      |                      |                      |                      |                      |  |  |  |  |  |  |  |  |  |  |  |  |  |  |  |  |  |  |  |  |  |  |  |  |  |  |  |  |  |  |  |  |  |  |
|                     |                     |                     |                     |                     |                     |  |  |  |  |  |  |  |  |  |  |                            |                        |                        |                        |                        |                        |  |  |  |  |  |  |                         |                         |                         |                         |                         |                         |  |  |                            |                            |                            |                            |                            |                            |                      |                      |                        |                        |                        |                        |                        |                        |  |  |                       |                       |                       |                       |                       |                       |  |  |                      |                      |                      |                      |                      |                      |  |  |  |  |  |  |  |  |  |  |  |  |  |  |  |  |  |  |  |  |  |  |  |  |  |  |  |  |  |  |  |  |  |  |
|                     |                     |                     |                     |                     |                     |  |  |  |  |  |  |  |  |  |  | Nicolaus I (1687-1759)     | Nicolaus I (1687-1759) | Nicolaus I (1687-1759) | Nicolaus I (1687-1759) | Nicolaus I (1687-1759) | Nicolaus I (1687-1759) |  |  |  |  |  |  | Nicolaus II (1695-1726) | Nicolaus II (1695-1726) | Nicolaus II (1695-1726) | Nicolaus II (1695-1726) | Nicolaus II (1695-1726) | Nicolaus II (1695-1726) |  |  | Anne Catherine (1698-1784) | Anne Catherine (1698-1784) | Anne Catherine (1698-1784) | Anne Catherine (1698-1784) | Anne Catherine (1698-1784) | Anne Catherine (1698-1784) |                      |                      | Daniel (1700-1782)     | Daniel (1700-1782)     | Daniel (1700-1782)     | Daniel (1700-1782)     | Daniel (1700-1782)     | Daniel (1700-1782)     |  |  | Johann II (1710-1790) | Johann II (1710-1790) | Johann II (1710-1790) | Johann II (1710-1790) | Johann II (1710-1790) | Johann II (1710-1790) |  |  |                      |                      |                      |                      |                      |                      |  |  |  |  |  |  |  |  |  |  |  |  |  |  |  |  |  |  |  |  |  |  |  |  |  |  |  |  |  |  |  |  |  |  |
|                     |                     |                     |                     |                     |                     |  |  |  |  |  |  |  |  |  |  | Nicolaus I (1687-1759)     | Nicolaus I (1687-1759) | Nicolaus I (1687-1759) | Nicolaus I (1687-1759) | Nicolaus I (1687-1759) | Nicolaus I (1687-1759) |  |  |  |  |  |  | Nicolaus II (1695-1726) | Nicolaus II (1695-1726) | Nicolaus II (1695-1726) | Nicolaus II (1695-1726) | Nicolaus II (1695-1726) | Nicolaus II (1695-1726) |  |  | Anne Catherine (1698-1784) | Anne Catherine (1698-1784) | Anne Catherine (1698-1784) | Anne Catherine (1698-1784) | Anne Catherine (1698-1784) | Anne Catherine (1698-1784) |                      |                      | Daniel (1700-1782)     | Daniel (1700-1782)     | Daniel (1700-1782)     | Daniel (1700-1782)     | Daniel (1700-1782)     | Daniel (1700-1782)     |  |  | Johann II (1710-1790) | Johann II (1710-1790) | Johann II (1710-1790) | Johann II (1710-1790) | Johann II (1710-1790) | Johann II (1710-1790) |  |  |                      |                      |                      |                      |                      |                      |  |  |  |  |  |  |  |  |  |  |  |  |  |  |  |  |  |  |  |  |  |  |  |  |  |  |  |  |  |  |  |  |  |  |
|                     |                     |                     |                     |                     |                     |  |  |  |  |  |  |  |  |  |  |                            |                        |                        |                        |                        |                        |  |  |  |  |  |  |                         |                         |                         |                         |                         |                         |  |  |                            |                            |                            |                            |                            |                            |                      |                      |                        |                        |                        |                        |                        |                        |  |  |                       |                       |                       |                       |                       |                       |  |  |                      |                      |                      |                      |                      |                      |  |  |  |  |  |  |  |  |  |  |  |  |  |  |  |  |  |  |  |  |  |  |  |  |  |  |  |  |  |  |  |  |  |  |
|                     |                     |                     |                     |                     |                     |  |  |  |  |  |  |  |  |  |  |                            |                        |                        |                        |                        |                        |  |  |  |  |  |  |                         |                         |                         |                         |                         |                         |  |  |                            |                            |                            |                            |                            |                            |                      |                      | Johann III (1744-1807) | Johann III (1744-1807) | Johann III (1744-1807) | Johann III (1744-1807) | Johann III (1744-1807) | Johann III (1744-1807) |  |  | Daniel II (1751-1834) | Daniel II (1751-1834) | Daniel II (1751-1834) | Daniel II (1751-1834) | Daniel II (1751-1834) | Daniel II (1751-1834) |  |  | Jacob II (1759-1789) | Jacob II (1759-1789) | Jacob II (1759-1789) | Jacob II (1759-1789) | Jacob II (1759-1789) | Jacob II (1759-1789) |  |  |  |  |  |  |  |  |  |  |  |  |  |  |  |  |  |  |  |  |  |  |  |  |  |  |  |  |  |  |  |  |  |  |